# Edward Czerwiński
Edward Czerwiński (ur. 14 września 1892 w Warszawie, zm. 25 lutego 1966 tamże) – polski malarz, grafik, pedagog, organizator życia artystycznego.

## Życiorys
Był synem Józefa Napoleona, architekta, i Marianny z d. Stefanowskiej. Studiował w Akademii Sztuk Pięknych w Krakowie (1909–1913) w pracowniach Teodora Axentowicza, Leona Wyczółkowskiego i Jacka Malczewskiego, u którego w 1912/13 zdobył nagrodę za akt i brązowy medal. Studia w tej uczelni, w pracowni Axentowicza, podjął ponownie w latach 1925–1926.
W 1914 wyjechał na studia malarskie do Paryża. Tam 1 sierpnia 1914 roku poślubił Marię z domu Puciata (ur. 1890), lekarkę. W Paryżu związał się z Towarzystwem Polskim Literacko-Artystycznym, uczestniczył w wystawach tej organizacji w 1915–1917. Brał też udział we francuskich salonach: Jesiennym w 1919 i Niezależnych w 1920 i w innych wystawach.
W 1920 wrócił do Polski. Podjął pracę nauczyciela rysunku w Państwowej Szkole Budownictwa w Warszawie (1921–1928). W 1924 związał się z miejscową Szkołą Sztuk Pięknych (późniejszą ASP), gdzie z przerwami pracował do przejścia na emeryturę w 1962. W Szkole Sztuk Pięknych był początkowo instruktorem grafiki (1924–1926), następnie od 1928 asystentem w pracowni grafiki Władysława Skoczylasa (którą samodzielnie kierował w czasie sprawowania przez profesora funkcji dyrektora Departamentu Sztuki MWRiOP w latach 1930–1931). Po śmierci Skoczylasa w 1934 awansował na starszego asystenta w pracowni grafiki kolejno Leona Wyczółkowskiego (do 1936) i Stanisława Ostoi-Chrostowskiego (do 1938). W czasie okupacji niemieckiej był nauczycielem grafiki i rysunku w Żeńskiej Szkole Architektury im. Stanisława Noakowskiego (1940–1944) oraz w Miejskiej Szkole Budowlanej i Szkole Metaloznawczej przy Politechnice Warszawskiej (1942–1944). We wrześniu 1939 i w powstaniu warszawskim dwukrotnie stracił pracownię i dorobek twórczy. 
W jego wczesnej twórczości dominowało malarstwo (olej, akwarela, pastel). Z czasem na plan pierwszy wysunęła się grafika, którą zainteresował się już w okresie paryskim. Początkowo tworzył drzeworyty (cykl Pejzaże bretońskie), odznaczające się płynną linią i dekoracyjnym ujęciem, w czym krytyka widziała echo nieprzebrzmiałej wtedy jeszcze secesji. Z czasem na czoło jego zainteresowań wysunęła się litografia, w czym niemałą rolę odegrał Leon Wyczółkowski, u którego Czerwiński studiował, a następnie współpracował na ASP w Warszawie. W swym dorobku artysta miał też prace w graficznych technikach metalowych: akwaforty, miedzioryty, suchoryty i in. Wystawiał swe ryciny m.in. na Okrężnej Wystawie Grafiki Polskiej ZPAG w krajach europejskich (od 1920), regularnie na Salonach i wystawach organizowanych przez ZPAG oraz m.in. na III Biennale Romana w Rzymie (1925), II Międzynarodowej Wystawie Grafiki we Florencji (1927), Powszechnej Wystawie Krajowej w Poznaniu (1929, Wielki Medal Srebrny za grafikę), I Międzynarodowej Wystawie Drzeworytu w Warszawie (1933). W 1929 zdobył jedną z dwóch I nagród w konkursie na portret prezydenta RP Ignacego Mościckiego. Należał do ugrupowania „Blok” w Paryżu, a po powrocie do kraju do Związku Polskich Artystów Grafików (w latach 1921–1929 był członkiem jego zarządu) i Bloku Zawodowych Artystów Plastyków (od 1935).
Po II wojnie światowej podjął na nowo pracę pedagogiczną, początkowo w Państwowej Wyższej Szkole Sztuk Plastycznych w Warszawie (1949–1950), a po jej połączeniu z Akademią Sztuk Pięknych - na Wydziale Grafiki tej uczelni. W roku akademickim 1951/52 przez kilka miesięcy był dziekanem Wydziału Grafiki. W 1956 uzyskał stopień docenta. Od 1958 pełnił funkcję kierownika Katedry Technik Graficznych na Wydziale Grafiki. Był członkiem i działaczem Związku Nauczycielstwa Polskiego i Związku Polskich Artystów Plastyków. 
Nadal uczestniczył w ważnych wystawach przeglądowych, jak I Ogólnopolska Wystawa Grafiki Artystycznej i Rysunku (1956), cykl wystaw Polskie Dzieło Plastyczne w XV-lecie PRL (grafika - 1961, malarstwo - 1962), Wystawa Grafiki i Rysunku w XX-lecie PRL (1965). W 1968 w Domu Artysty Plastyka w Warszawie miała miejsce wystawa pośmiertna artysty, obejmująca wszystkie okresy i dziedziny jego twórczości. 
Zmarł w Warszawie, pochowany na cmentarzu Powązkowskim (kwatera 50-2-10,11,12,13).

## Ordery i odznaczenia
- Złoty Krzyż Zasługi (dwukrotnie)[2]
- Medal 10-lecia Polski Ludowej (19 stycznia 1955)[7]